# Angraecum aporoides
Angraecum aporoides är en orkidéart som beskrevs av Victor Samuel Summerhayes. Angraecum aporoides ingår i släktet Angraecum och familjen orkidéer. Inga underarter finns listade i Catalogue of Life.